# امنیت سامانه اطلاعات خودکار
در مخابرات، امنیت سامانه اطلاعات خودکار دربرگیرنده معیارها و بازرسی‌هایی است که از محرمانگی، یکپارچگی و در دسترس بودن اطلاعات پردازش شده و ذخیره شده توسط سامانه اطلاعات خودکار اطمینان پیدا می‌کند. افشای غیر مجاز، تغییر یا تخریب ممکن است اتفاقی یا عمدی باشد.
امنیت سامانه اطلاعات خودکار شامل در نظر گیری همه عملکردها، خصوصیات و ویژگی‌های سخت‌افزار رایانه و نرم‌افزار می‌شود. این عملکردها، خصوصیات و ویژگی‌ها، شامل روش‌های عملیاتی، روش پاسخگویی؛ کنترل دسترسی در تأسیسات مرکزی رایانه، رایانه راه دور و امکانات ترمینال رایانه، محدودیت‌های مدیریتی؛ ساختارها و دستگاه‌های فیزیکی مانند رایانه، خطوط تراگسیل، منابع توان الکتریکی؛ بازرسی‌های پرسنل و مخابراتی لازم برای تأمین حد قابل قبولی از ریسک سامانه اطلاعات خودکار و داده و اطلاعات موجود در سامانه می‌شود. همچنین امنیت سامانه اطلاعات خودکار شامل مجموع پادمان‌های امنیتی لازم برای فراهم‌آوری حد قابل قبولی از حفاظت از سامانه اطلاعات خودکار و داده به کار گرفته شده در آن می‌شود.
در مبحث امنیت اطلاعات، امنیت سامانه اطلاعات خودکار، هم تراز امنیت رایانه در نظر گرفته می‌شود.